# Belisario Rojas Quezada
Belisario Rojas Quezada; (Santiago, 4 de enero de 1854 - 13 de junio de 1896). Agricultor y político conservador chileno. Hijo de Manuel José Rojas Donoso y  Práxedes Quezada Luco. Contrajo matrimonio con Isabel Campino Landa (1876). 
Educado en el Colegio San Ignacio. Se desempeñó como rentista y agricultor. Tenía varias propiedades habitacionales a cargo en la Quinta Normal. Dueño de la hacienda Puchuncaví, que destinó al cultivo de frutales y crianza de ganado.
Pertenecía al Partido Conservador. Electo Diputado por Santa Cruz, Vichuquén y Curicó (1891-1894), formando parte de la comisión permanente de Guerra y Marina.